# A' Katīgoria 1944-1945
La A' Katīgoria 1944-1945 fu l'8ª edizione del massimo campionato di calcio cipriota, la prima dopo l'interruzione dovuta alla seconda guerra mondiale: l'EPA Larnaca vinse il suo primo titolo.

## Stagione

### Novità
Il Pezoporikos Larnaca tornò a partecipare, facendo aumentare il numero di partecipanti da cinque a sei.

### Formula
Il campionato era composto da sei squadre che si affrontarono in partita di andata e ritorno, per un totale di dieci giornate; erano assegnati due punti in caso di vittoria, uno per il pareggio e zero per la sconfitta; non vi furono retrocessioni.
Per la seconda volta consecutiva fu necessario effettuare uno spareggio per decidere il vincitore del campionato: fu di nuovo l'APOEL a soccombere.

## Squadre partecipanti
| Club                | Città    | Stadio             | Stagione precedente |
| ------------------- | -------- | ------------------ | ------------------- |
| AEL Limassol        | Limassol | Stadio GSO         | 1º in A' Katīgoria  |
| APOEL               | Nicosia  | Stadio Vecchio GSP | 2º in A' Katīgoria  |
| EPA Larnaca         | Larnaca  | Stadio Vecchio GSZ | 3º in A' Katīgoria  |
| Lefkoşa Türk        | Nicosia  | Stadio Vecchio GSP | 5º in A' Katīgoria  |
| Olympiakos Nicosia  | Nicosia  | Stadio Vecchio GSP | 4º in A' Katīgoria  |
| Pezoporikos Larnaca | Larnaca  | Stadio Vecchio GSZ | Non iscritto        |

## Classifica finale
|  | Pos. | Squadra             | Pt | G  | V | N | P | GF | GS | DR  |
|  | ---- | ------------------- | -- | -- | - | - | - | -- | -- | --- |
|  | 1.   | EPA Larnaca         | 17 | 10 | 8 | 1 | 1 | 50 | 19 | +31 |
|  | 2.   | APOEL               | 17 | 10 | 8 | 1 | 1 | 40 | 13 | +27 |
|  | 3.   | AEL Limassol        | 13 | 10 | 6 | 1 | 3 | 31 | 22 | +9  |
|  | 4.   | Pezoporikos Larnaca | 6  | 10 | 2 | 2 | 6 | 22 | 34 | -12 |
|  | 5.   | Olympiakos Nicosia  | 6  | 10 | 2 | 2 | 6 | 19 | 37 | -18 |
|  | 6.   | Lefkoşa Türk        | 1  | 10 | 0 | 1 | 9 | 12 | 49 | -37 |

## Spareggio per il titolo
| Squadra 1 | Totale | Squadra 2   | Andata | Ritorno |
| --------- | ------ | ----------- | ------ | ------- |
| APOEL     | 1 - 3  | EPA Larnaca | 0 - 0  | 1 - 3   |

### Verdetti
- EPA Larnaca campione di Cipro.